# Герцог Галлиера

Герб герцогского дома Галлиера.

Герцог де Галлиера  — итальянский дворянский титул. Он был создан в 1812 году французским императором Наполеоном I Бонапартом для Жозефины Лейхтенбергской (1807—1876), старшей дочери Евгения Богарне, 1-го герцога Лейхтенбергского (1781—1824), и принцессы Августы Баварской (1788—1851). Жозефина Лейхтенбергская была внучкой Жозефины Богарне, первой супруги Наполеона Бонапарта. Жозефина Лейхтенбергская с 1823 года была замужем за шведским кронпринцем Оскаром Бернадотом (1799—1859), будущим королем Швеции и Норвегии Оскаром I.
Название герцогского титула происходит от названия итальянской коммуны Галльера (регион Эмилия-Романья, провинция Болонья). Наполеон пожаловал Жозефине Лейхетенбергской Палаццо Капрара в Болонье в 1807 году, который был переименован в Палаццо Галлиера.
В 1837 году после 10 лет переговоров шведский кронпринц Оскар Бернадот продал герцогский титул итальянскому политику и филантропу, маркизу Раффаэле Луиджи де Феррари (1803—1876) из Генуи. В следующем 1838 году он получил титул герцога де Галлиера от папы римского Григория XVI. В 1839 году сардинский король Карл Альберт подтвердил герцогский титул за маркизом Раффаэле де Феррари, предоставив ему титул принца де Лучедио.
От брака с Марией Бриньоле-Сале (1811—1888) у Рафаэле де Феррари было трое детей, двое из которых умерли молодыми и бездетными. Третий, известный филателист Филипп де Феррари (1850—1917), отказался от своих прав на наследование герцогского титула.
В 1877 году после смерти своего мужа Мария Бриньоле-Сале, известная орлеанистка, завещала свои итальянские земли и титул Антуану Орлеанскому, герцогу де Монпансье (1824—1890), младшему сыну Луи-Филиппа I, короля Франции. После смерти герцогини в 1888 году принц Антуан Орлеанский получил от короля Италии Умберто I титул герцога де Галлиеры. С тех пор титул герцога де Галлиера принадлежит Орлеанской ветви испанской королевской семьи Бурбонов, хотя земли герцогства были проданы принцем Антонио Орлеанский, 4-м герцогом Галлиера, в 1920 году.

## Герцоги Бернадот-Лейхтенберг
| Имя                  | Портрет | Дата рождения                                                                          | Брак                           | Дата смерти                  |
| -------------------- | ------- | -------------------------------------------------------------------------------------- | ------------------------------ | ---------------------------- |
| Жозефина (1812—1837) |         | 14 марта 1807 Милан старшая дочь Эжена де Богарне и принцессы Августы Амалии Баварской | 19 июня 1823 Стокгольм 5 детей | 7 июня 1876 Стокгольм 69 лет |
| Оскар (1823—1837)    |         | 4 июля 1799 Париж единственный сын Карла XIV Юхана Шведского и Дезире Клари            | 19 июня 1823 Стокгольм 5 детей | 8 июля 1859 Стокгольм 60 лет |

## Герцоги Феррари Бриньоле-Сале
| Name                             | Портрет | Дата рождения                                                                                     | Брак             | Дата смерти                  |
| -------------------------------- | ------- | ------------------------------------------------------------------------------------------------- | ---------------- | ---------------------------- |
| Раффаэле де Феррари 1838-1876    |         | 6 июля 1803 Генуя сын Андреа де Феррари и Ливии Игнасии Паллавичино                               | 1828 год 3 детей | 23 ноября 1876 Генуя 73 года |
| Мария де Бриньоле-Сале 1876-1888 |         | 5 апреля 1811 Генуя дочь Антуана Бриньоле-Сале, маркиза ди Гропполи, и Артемисии Негроне из Генуи | 1828 год 3 детей | 9 декабря 1888 Генуя 76 лет  |

## Герцоги Орлеанские
| Имя                                 | Портрет                                                                                      | Дата рождения | Брак                                                                                  | Дата смерти                                                            |
| ----------------------------------- | -------------------------------------------------------------------------------------------- | --- | ------------------------------------------------------------------------------------- | ---------------------------------------------------------------------- |
| Принц Антуан 1888-1890              |                                                                                              | 31 июля 1824 Шато де Нёйи, Нёйи-сюр-Сен пятый сын Луи-Филиппа I Орлеанского и Марии Амалии Неаполитанской                    | Луиза Фернанда Испанская 10 октября 1846 Мадрид 10 детей                              | 4 февраля 1890 Паласио де Орлеанс-Бурбон, Санлукар-де-Баррамеда 65 лет |
| Инфант Антонио 1890-1930            |                                                                                              | 23 февраля 1866 Севилья единственный выживший сын Антуана и инфанты Луизы Фернанды Испанской                                 | Инфанта Эулалия Испанская 6 марта 1886 Мадрид 3 детей                                 | 24 декабря 1930 Париж 64 года                                          |
| Инфант Альфонсо 1930-1975           |                                                                                              | 12 ноября 1886 Мадрид старший сын инфанта Антонио и инфанты Эулалии Испанской                                                | Беатриса Саксен-Кобург-Готская 15 июля 1909 Церковь Святого Августина, Кобург 3 детей | 6 августа 1975 Санлукар-де-Баррамеда 88 лет                            |
| Инфант Альваро 1975-1997            | 20 апреля 1910 Кобург старший сын инфанта Альфонсо и принцессы Беатрис Саксен-Кобург-Готской | Карла Пароди-Дельфино 10 июля 1937 Рим 4 детей                                                                               | 22 августа 1997 Монте-Карло 87 лет                                                    |                                                                        |
| Дон Альфонсо 1997 — настоящее время |                                                                                              | 5 января 1968 Санта-Крус-де-Тенерифе старший сын Дона Алонсо де Орлеанс-Бурбон и Пароди Дельфино и Эмилии Феррара-Пиньятелли | Вероник Гоэдерс 28 марта 1994 Париж один сын                                          | ныне живущий                                                           |